# Clara Klingenström
Emma Clara Idun Klingenström, född 21 februari 1995 i Garde församling, Gotlands län, är en svensk sångerska och låtskrivare som inledde sin karriär år 2015 då hon vann Region Gotlands final av musiktävlingen Musik Direkt.
Klingenström fick sitt stora genombrott då hon i Melodifestivalen 2021 slutade på femte plats i finalen med låten "Behöver inte dig idag".

## Karriär

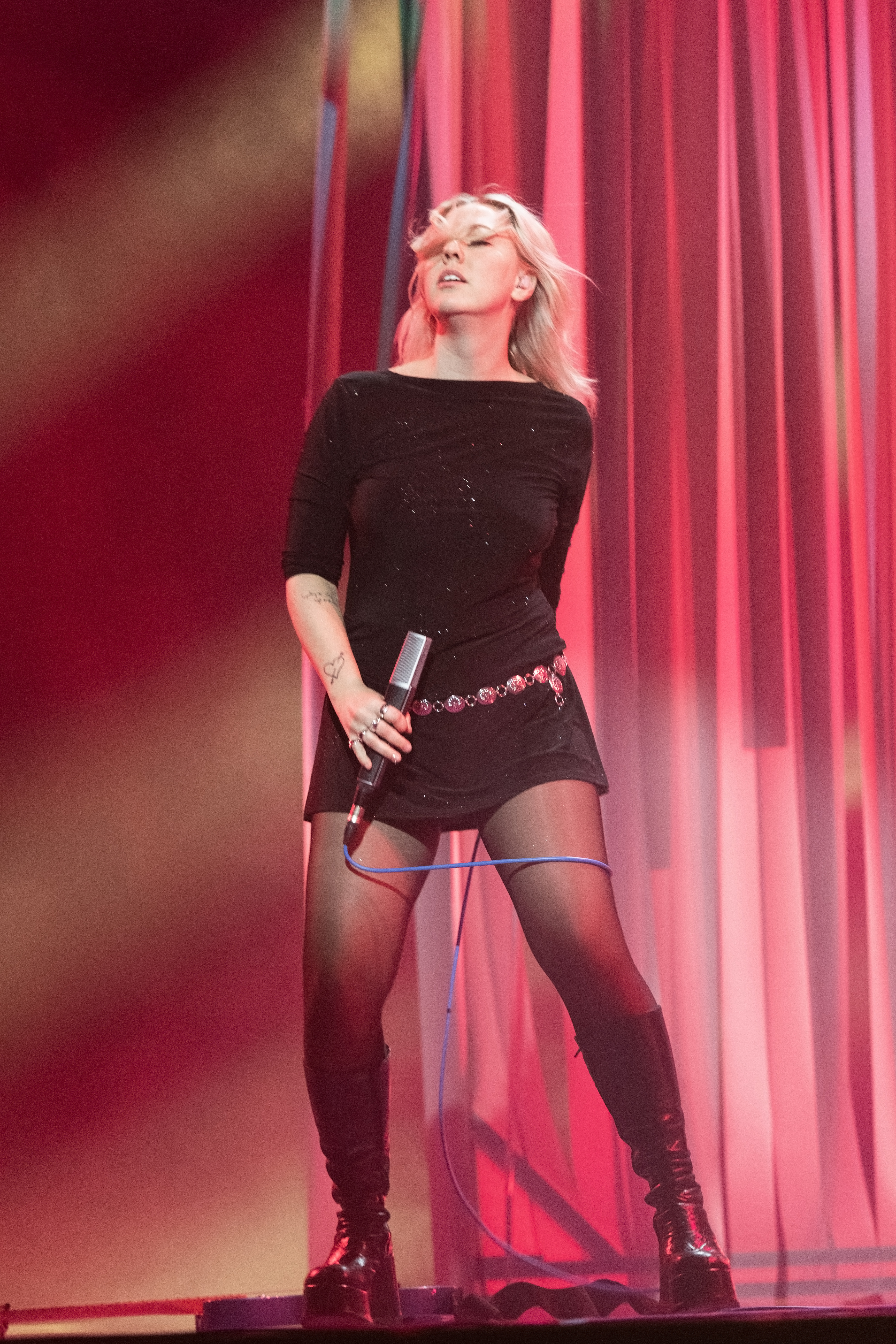
På scenen i Växjö.

År 2010 deltog Klingenström i en internettävling för att få ett wildcard till Melodifestivalen 2011. Där deltog hon med låten "Mr Lonely Man" och gick vidare till topp 100. Under 2012 deltog hon i P4 Gotlands uttagning/musiktävling till Svensktoppen Nästa (senare P4 Nästa) med låten "It Makes Me Crazy" och vann.
Våren 2019 släppte hon debutsingeln "Ensam i en stad", som följdes upp av "Engelbrekts väg" och "Sthlm, allt är förlorat". Året därpå kom singlarna "Sommarminnen" och "Så slut".
Klingenström deltog i Melodifestivalen 2021 med låten "Behöver inte dig idag", som hon har skrivit tillsammans med Bobby Ljunggren och David Lindgren Zacharias. Från den fjärde deltävlingen den 27 februari 2021 gick hon vidare till Andra chansen, för att sedan ta sig till finalen den 13 mars. Låten kom på femte plats i finalen.
Den 13 augusti 2021, på ettårsdagen av sin pappas bortgång, gav hon ut den personliga singeln "Liv".
År 2021 fick Clara Klingenström ta emot sin första rockbjörn för 'årets genombrott' av Aftonbladets läsare. Clara medverkade även på WWF-galan ''En kväll för vår planet'' som samlade in 92 miljoner kronor till WWFs insamling för planeten.
I maj 2023 under finalen av Eurovision Song Contest 2023 var Klingenström en av fem personer i Sveriges jury. Övriga fyra i juryn var Fredrik Kempe, Robert Sehlberg, Arantxa Alvarez samt Isa Molin.
Clara Klingenström deltog i Melodifestivalen 2024 tredje deltävling i Växjö med låten Aldrig mer där hon slutade på en femte plats och gick därmed inte vidare i tävlingen.

## Diskografi
- 2019 - Ensam i en stad
- 2019 -  Engelbrekts väg
- 2020 - Sthlm, allt är förlorat
- 2020 - Sommarminnen
- 2020 - Så slut
- 2021 - Behöver inte dig idag
- 2021 - Liv